# Oscar Beausoleil
Pour les articles homonymes, voir Beausoleil.
Marcel Rouche (1902-1992), alias Oscar Beausoleil, était un auteur et éditeur de guides de vulgarisation pour les artisans et les bricoleurs : Les Livres Jaunes.

## Biographie
Oscar Beausoleil, est né à Rouvray, en Bourgogne. Mis au travail très tôt, il devint commis aux Éditions Baillères (éditions médicales), à Paris, où travaillait déjà son père et un de ses oncles. 
En 1922, au service militaire, il fut versé dans les transmissions, à Toul, d’où il fut envoyé suivre un stage de télégraphiste à Nancy. Son goût de la radio s’en trouva renforcé. Un témoin de cette époque raconte ainsi sa première rencontre avec Marcel Rouche dans leur chambrée commune :
«Après quelques mois, on me changea de chambrée. J’allai, à l’étage supérieur, dans une pièce assez encombrée...Là, je rencontrai Rouche, celui dont l’amitié, après dix-sept ans m’est restée si précieuse. Il était bleu comme moi. Oh! un peu différent du Rouche d’aujourd’hui: maigre, le visage blanc, un pantalon trop large, une veste trop courte, de grosses chaussures aux pieds, qui lui composaient une silhouette qui me séduisit tout de suite. Et déjà, il était possédé par l’amour du bricolage, et d’une activité débordante. Je lui parlais de T.S.F., de mécanique, de mathématiques, et cela formait un front où se rencontrèrent nos esprits. Dans sa caisse, on trouvait mille choses dont le déballage, comme celui du paquetage de Robarot, excitait la curiosité générale.» (Roger Ballot, “Souvenirs de jeunesse”, non édités, 1939)
Sa curiosité insatiable pour tout ce qui était technique, son dynamisme, sa créativité, et aussi le milieu de l’édition dans lequel il baignait depuis son enfance, lui donnèrent très vite, peu après le service militaire, l’idée de créer des ouvrages de vulgarisation. Il consultait beaucoup de guides techniques des divers artisanats; il les trouvait exagérément complexes et inutilisables pour le bricoleur moyen et pressé. Il voulait que l’usager puisse avoir, dans sa poche, en permanence, un petit manuel bourré de dessins, très simple mais efficace. En somme, on peut dire de Marcel Rouche qu’il fut tout à la fois un précurseur du livre au format de poche, bon marché, et un propagateur de l’éducation populaire. «Il voulait que Beausoleil soit synonyme de vulgarisation, que sur tout sujet, on se dise: Il y a le Beausoleil!...» (R. Ballot, Journal, 1945)
Il commença réellement la rédaction de son premier guide L’Électricité, au début de 1937 et le fit paraître. A la veille de la guerre, le suivant: Maçonnerie était prêt; il parut en 1940, et la seconde édition de l'Électricité fut déposée au Dépôt légal. Puis, la guerre interrompit la parution, qui reprit en 1945. En 1950, quatre guides étaient sortis. M. Rouche était non seulement auteur, mais éditeur ; dès la fin de la guerre, il créa les Éditions techniques Oscar Beausoleil. Il achetait son papier, le portait à l’imprimeur, assurait la distribution et la diffusion. Son problème fut, au début, la publicité; il se démena sans compter pour essayer d’intéresser l’Éducation nationale à son entreprise. Sans grand succès, il faut le dire. Mais le bouche à oreille fut efficace. L’Afrique francophone, qui manquait de tout dans ce domaine, devint le plus gros client. Les livres jaunes venaient jouer un rôle indispensable, en donnant, pour une somme modeste, des techniques, simplement écrites, précises et illustrées, sur des sujets touchant à la vie matérielle de tous les jours; et l’auteur collectionnait des lettres d’Africains, touchantes, qui le remerciaient de ce service rendu. Enfin, ces petits manuels étaient disponibles, non seulement en librairie, mais aussi dans les magasins de bricolage. Le rayon quincaillerie, au sous-sol du Bazar de l’Hôtel-de-Ville, en vendait beaucoup. Ils se vendaient aussi sur le catalogue de Manufrance. À la fin des années 1960, les éditions O.Beausoleil s’associèrent aux éditions du Jour (Montréal) pour la parution au Canada d’un Manuel du bricoleur.